# Поул-позишн
По́ул-пози́шн (англ. pole position) або по́ул — термін, який означає першу (найвигіднішу) стартову позицію серед усіх, хто стартує у гонці. 
Це місце на старті переможця кваліфікаційної сесії у кільцевих автогонках.  Зазвичай це перше місце стартової решітки. 
Термін прийшов із кінних перегонів, де дистанція часто розмічається стовпчиками (англ. pole). Оскільки бігова доріжка іподрому має овальну форму, а жокеї стартують у ряд, то перевагу має кінь, який стартує з позиції розташованої найближче до внутрішньої сторони овалу бігової доріжки, тобто, той що на старті стоїть найближче до стовпчиків, той, що займає поул-позишн, найкраще та найкоротше місце для бігу.

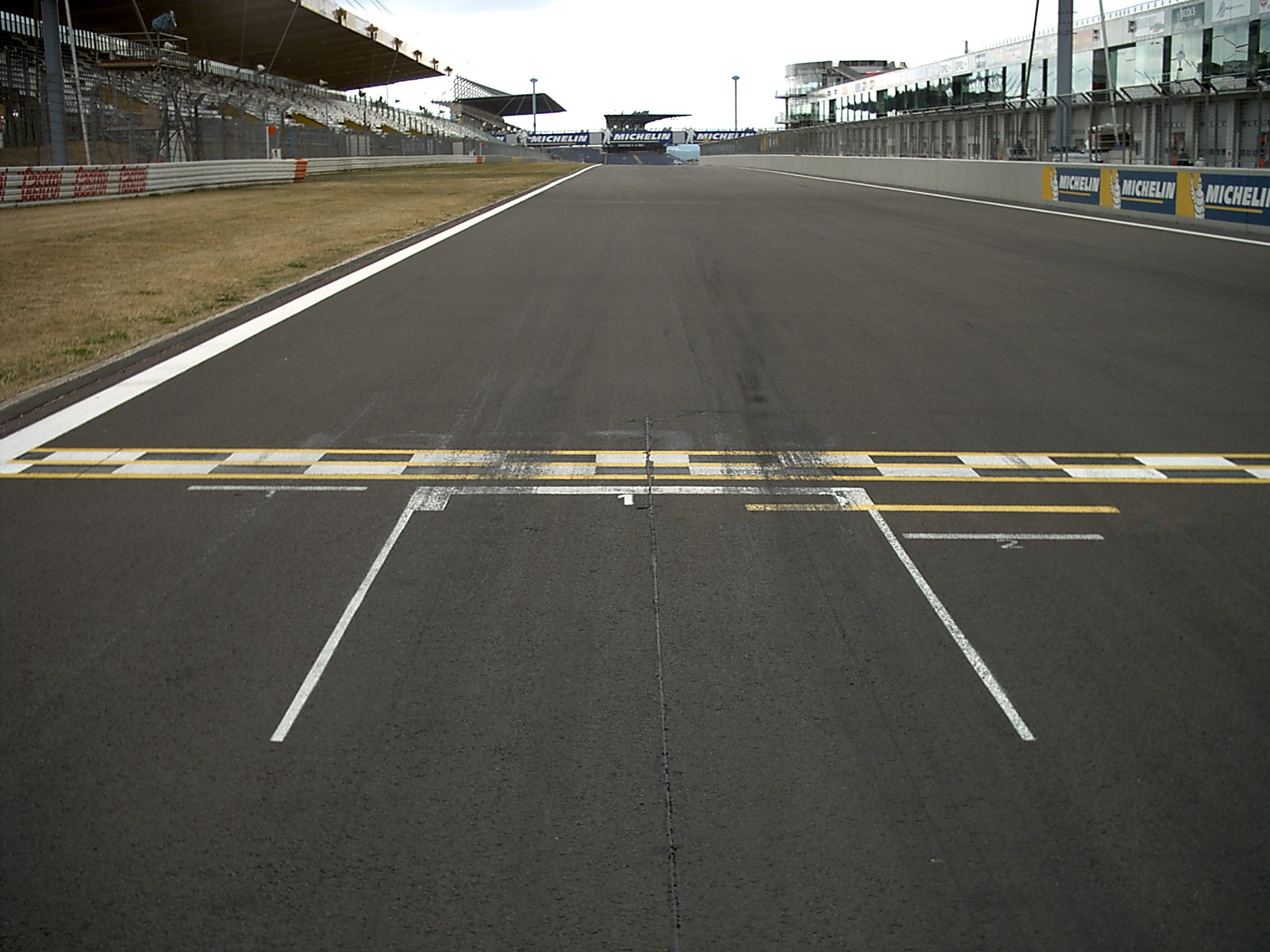
Поул-позишн на Нюрбургрингу.

## Формула-1

### 2006і дотепер
Після кожної з перших двох 15-хвилинних частин кваліфікаційної сесії вибувають по 5 найповільніших болідів. У фінальній, третій частині, змагається десять пілотів, що залишилося, при чому в їхні боліди залито таку кількість пального, з якою вони повинні стартувати наступного дня. Пілот, який покаже найкращий час на колі, стартує з поул-позишн. З 2008 року фінальну третю сесію скорочено до 10 хвилин.
У сезоні 2008 року після чотирьох гран-прі чемпіонат залишила команда «Супер Агурі» і у пелотоні залишилось лише 20 болідів. Це призвело до зміни регламенту кваліфікацій: після першої і другої кваліфікації тепер вибувають по п'ять болідів.

### 6 березня — 22 травня2005
Поул-позишн отримував пілот, який показував найкращий результат, що отримувався із суми двох кваліфікаційних сесій: перша — у субботу з мінімальною кількістю пального у болідах, друга — у неділю зранку перед перегонами, причому та кількість пального, яка була у баках болідів, залишалась і на перегони.

### 2003,2004, 2005 (з 28 травня і до кінця сезону)
Поул-позишн отримував пілот, який найшвидше проходив єдине швидке коло в суботню кваліфікацію. Та ж сама кількість пального в баках болідів при цьому залишалась і на перегони.

### 1996—2002
Володарем поул-позишн ставав пілот, який показував найшвидший час на колі протягом годинної сесії, проїхати при цьому кожному пілоту можна було не більше 12 кіл.

### 1950—1995
Кваліфікація складалася з двох годинних сесій (перша — у п'ятницю, друга — у суботу), поул-позишн отримував пілот, який показував абсолютно найкращий результат на колі за два дня змагань.

## MotoGP
У чемпіонаті світу з шосейно-кільцевих мотоперегонів MotoGP поняття володаря поул-позишну було введено з сезону 1974.
З 2006 року володар поул-позишн визначається за результатами суботньої одногодинної кваліфікації. Критерій — найшвидше коло.
У 2013 році в класі MotoGP був введений новий формат проведення кваліфікації. За результатами першого дня змагань, так званої «вільної практики», гонщики діляться на 2 групи: швидші і повільніші. На другий день змагань відбуваються кваліфікаційні заїзди: спочатку стартують повільніші гонщики (група Q1), два найшвидших з них мають можливість продовжити заїзди разом з групою Q2, до якої увійшли швидші гонщики попереднього дня. Після закінчення заїздів, результати обох груп Q1 і Q2 вносяться у загальну кваліфікаційну таблицю, яка визначає позицію спортсменів на стартовій решітці у день змагань. Такий формат кваліфікації дозволяє уникнути ситуації, коли повільніші гонщики перешкоджають продемострувати найкращий результат швидшим пілотам.

### Топ 10 мотогонщиків MotoGP за кількістю поулів
(Потовщеним виділені чинні пілоти)
| Місце | Гонщик            | Кількість |
| ----- | ----------------- | --------- |
| 1     | Валентіно Россі   | 61        |
|       | Хорхе Лоренсо     | 61        |
| 3     | Мік Дуейн         | 58        |
|       | Марк Маркес       | 58        |
| 5     | Макс Б'яджі       | 56        |
| 6     | Дані Педроса      | 46        |
| 7     | Кейсі Стоунер     | 43        |
| 8     | Хорхе Мартінес    | 42        |
| 9     | Лоріс Капіроссі   | 41        |
| 10    | Еугеніо Лаззаріні | 35        |

- Примітка: Дані приведені після закінчення сезону 2015.